# Quinto Lutacio Cátulo (cónsul 102 a. C.)
Quinto Lutacio Cátulo (Latín: Quintus Lutatius Catulus, Q·LVTATIVS·C·F·CATVLVS), fue un general romano de la gens Lutacia que ocupó el cargo de cónsul junto con Cayo Mario en 102 a. C. Su hijo, llamado Quinto Lutacio Cátulo, fue una figura importante de la política romana que llegó a cónsul y a censor a finales de la república.

## Carrera política
Antes de alcanzar el consulado, había sido derrotado en tres intentos previos de obtener esta magistratura, por primera vez ante Cayo Atilio Serrano en 106 a. C., en segundo lugar, por Cneo Malio Máximo en 105 a. C. y en tercer lugar por Cayo Flavio Fimbria en 104 a. C. Ese año, o bien no fue candidato para el consulado de 103 a. C., o tampoco tuvo éxito.
En el momento en que Cátulo asumió la magistratura, en Roma reinaba una gran consternación. Los cimbrios, a los que en su gran migración hacia el oeste se habían sumado los teutones, ambrones, tigurinos y otras tribus menores, después de asolar el sur de la Galia y el norte de Hispania y derrotar a cinco ejércitos romanos (Carbón en 113 a. C., Silano en 109 a. C., Casio en 107 a. C., Malio y Quinto Servilio Cepión en 105 a. C.) estaban a punto de entrar en Italia. Los invasores se dividieron en dos enormes columnas. Los teutones marchaban a través de la Provenza por la costa hacia el golfo de Liguria, mientras que los cimbrios se preparaban para cruzar por los Alpes hacia el Po. 
Se decidió que Mario se enfrentaría a los teutones y Cátulo (con Sila como su lugarteniente) fue enviado a defender el paso de los Alpes para detener el avance de los cimbrios, pero se vio obligado a retirarse al río Po cuando el pánico comenzó a extenderse entre sus tropas, abandonando así toda la Galia Transalpina a los estragos del enemigo. Tan pronto como la noticia de este desastre, que ocurrió en la primavera de 101 a. C., llegó a Roma, Mario, que había regresado recientemente a la ciudad, tras su gran victoria obtenida en Aquae Sextae, salió en ayuda de su colega; los dos ejércitos reunidos cruzaron el Po y fueron hacia el campamento de los cimbrios, que estaba cerca de Vercellae y el 30 de julio de 101 a. C. comenzó el combate que significó una nueva victoria romana. 
Cuando el honor de la victoria fue otorgado a Mario en exclusiva, Cátulo se convirtió en su enemigo. Cátulo fue uno de los que tomaron un papel activo en la muerte de Saturnino, sirvió con distinción en la guerra social, y abrazó con entusiasmo la causa de Sila en la guerra civil. Por esta causa, su nombre fue incluido en la lista de víctimas en la proscripción del año 87 a. C. Como Mario rechazó perdonarlo, Quinto Lutacio Cátulo se suicidó.
Se distinguió como orador, poeta y escritor en prosa, y estaba instruido en literatura griega. Se dice que escribió la historia de su consulado y de la guerra contra los cimbrios siguiendo el estilo de Jenofonte.
Cátulo fue un hombre muy rico que empleó su dinero en embellecer la ciudad de Roma. Había dos edificios que se conocían como Monumenta Catuli: el templo a la Diosa Fortuna, para conmemorar la victoria en Vercellae (en el Área Sacra de Largo di Torre Argentina), y el Pórtico Cátulo, construido gracias a la venta del botín capturado a los cimbrios. Una parte de este edificio fue destruida por Clodio cuando arrasó la casa de Cicerón.